# Biblioteca Załuski

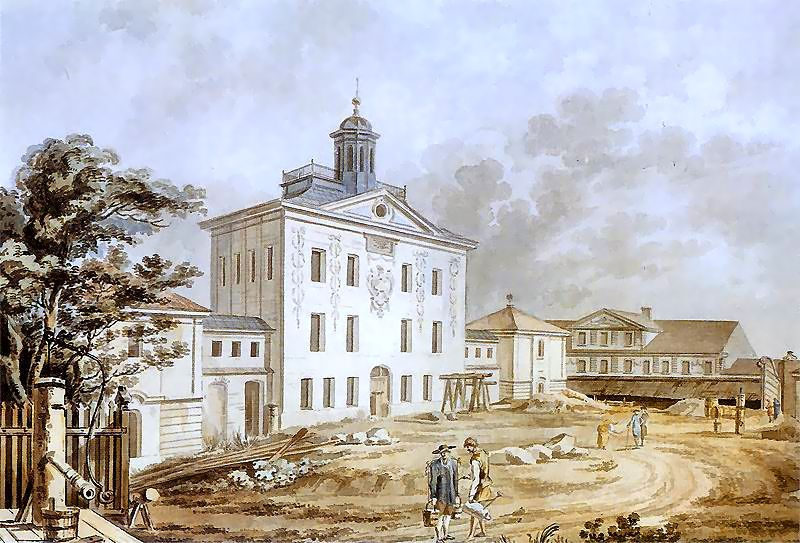
Biblioteca Załuski en construcció, de Vogel.

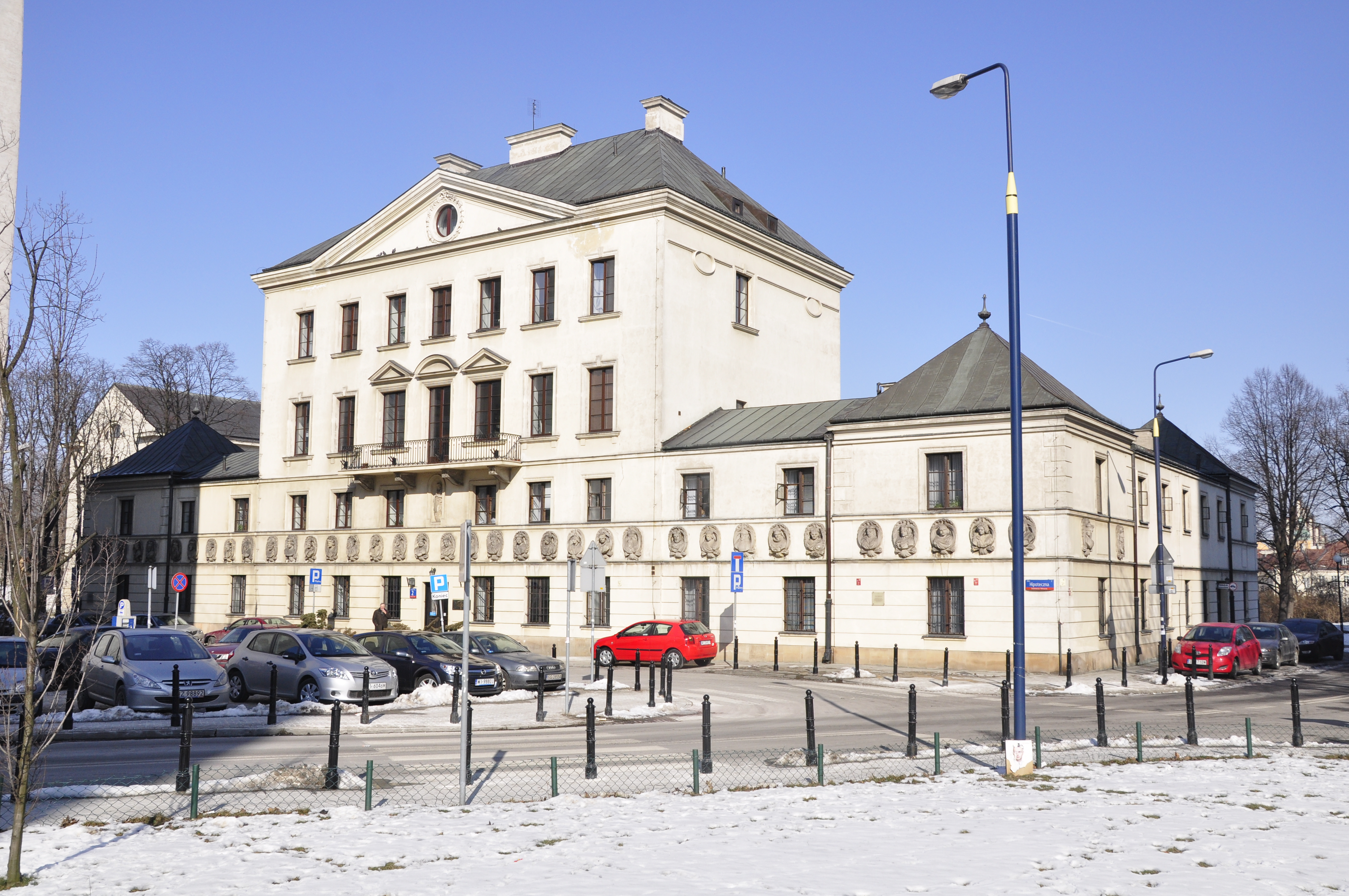
"Casa dels Reis" avui (ul. Daniłowiczowska 14, cantonada de ul. Hipoteczna 2, Varsòvia).

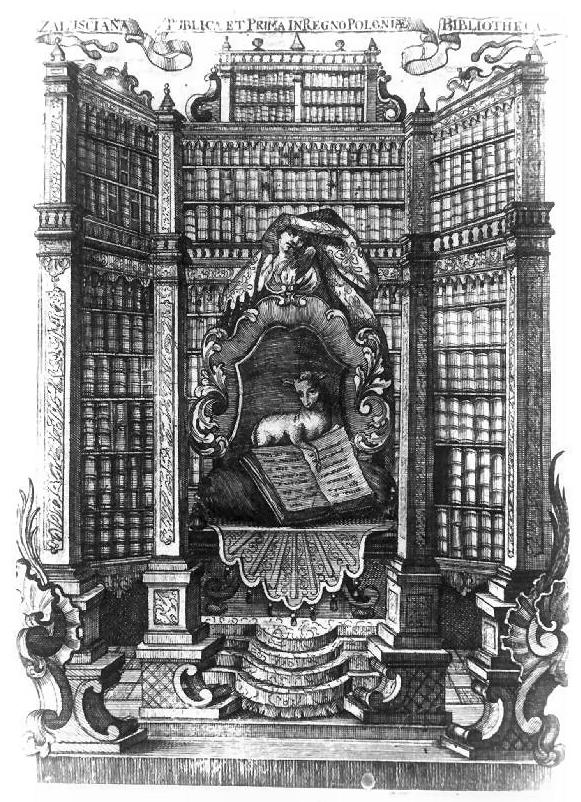
Biblioteca Załuski exlibris.

La Biblioteca Załuski (polonès: Biblioteka Załuskich AFI [ˌbʲiblʲjɔˈtɛka zaˈwuskix], llatí: Bibliotheca Zalusciana) va ser construïda a Varsòvia el 1747-1795 per Andrzej Stanisław Załuski i el seu germà Józef Załuski, ambdós bisbes catòlics romans. La biblioteca va ser la primera biblioteca pública polonesa, la biblioteca més gran de Polònia i una de les primeres biblioteques públiques d'Europa.
Després de l'Insurrecció de Kościuszko (1794), les tropes russes, actuant a ordres de la tsarina Caterina II, es van apoderar de les possessions de la biblioteca i les van transportar a la seva col·lecció personal a Sant Petersburg, on un any més tard es va formar la pedra angular de la recentment fundada Biblioteca Pública Imperial, ara coneguda com a Biblioteca Nacional de Rússia.
A la dècada de 1920, el govern de la República Socialista Federada Soviètica de Rússia va tornar algunes de les antigues fons de la Biblioteca Załuski a la recentment establerta Segona República Polonesa gràcies al Tractat de Riga. Aquests fons van ser deliberadament destruïts per les tropes alemanyes durant la destrucció de Varsòvia a l'octubre de 1944, després del col·lapse de l'Insurrecció de Varsòvia.

## Història
La Biblioteca Załuski va ser considerada la primera biblioteca pública polonesa i una de les biblioteques més grans del món contemporani. A tot Europa només hi havia dues o tres biblioteques que podien presumir de tals fons. La biblioteca inicialment tenia uns 200.000 documents, que van créixer fins a uns 400.000 volums d'impresos, mapes i manuscrits a finals de la dècada de 1780. També va acumular una col·lecció d'art, instruments científics i exemplars de plantes i animals.
A partir de la dècada de 1730 els germans van planificar la creació d'una biblioteca, i el 1747 van fundar la Biblioteca Załuski (Biblioteka Załuskich). Situada al palau Daniłowicz de Varsòvia del segle XVII, va ser construïda per Mikołaj Daniłowicz de Żurów), l'edifici de la biblioteca tenia dos pisos, amb una gran sala de lectura al segon pis, i estava rematada amb una petita torre que contenia un observatori astronòmic. La reconstrucció de l'edifici en estil rococó es va realitzar el 1745 per Francesco Antonio Melana i el seu germà.
Aquesta biblioteca, oberta els dimarts i els dijous de 7:00 a 19:00, va demanar als usuaris que guardessin silenci i que resaran una oració a la intenció dels germans Załuski. Es va prohibir treure llibres fora de la biblioteca, ja que el robatori del llibre era un problema creixent, fins al punt que els bisbes patrons van decidir demanar ajuda al papa. Responent a la seva petició, el 1752 el papa Benet XIV va emetre un butlla papal que amenaçava amb excomunió que els individus prenguessin els llibres d'aquesta biblioteca; fins i tot que no va eliminar el problema completament.
Després de la mort dels germans, la recentment creada Comissió d'Educació Nacional es va fer càrrec de la biblioteca i la va anomenar la Biblioteca dels Germans Załuski de la República.
Vint anys més tard, el 1794, després de la segona Partició de Polònia i l'Insurrecció de Kościuszko, les tropes russes, per ordre de la tsarina russa Caterina II, van confiscar la biblioteca i van transportar tota la col·lecció a Sant Petersburg, on els llibres van formar la massa de la Biblioteca Pública Imperial en la seva formació, un any més tard. Parts de les col·leccions van ser danyades o destruïdes, ja que eren malmeses mentre es retiraven de la biblioteca i es transportaven a Rússia, i moltes eren robades.
La col·lecció va ser posteriorment dispersada entre diverses biblioteques russes. Algunes parts de la col·lecció Zaluski van tornar a Polònia en dues dates separades al segle XIX: 1842 i 1863. Als anys 20, després de la Guerra poloneso-soviètica i el Tractat de Riga, el govern de l'RSFSR va retornar al voltant de 50 000 volums de la col·lecció a Polònia, tot i que els soldats alemanys deliberadament van cremar aquests documents durant la destrucció planejada de Varsòvia a l'octubre de 1944, després del col·lapse de l'aixecament de Varsòvia. Només 1800 manuscrits i 30 000 materials impresos de la biblioteca original van sobreviure a la guerra.
El 1821, la casa original de la biblioteca es va transformar en una casa de pisos. Durant la reconstrucció de l'edifici, els bustos dels monarques polonesos que originalment havien adornat els interiors de la biblioteca, i que havien estat amagats durant les Particions de Polònia, van ser descobertes i col·locades a la façana de l'edifici; per la qual cosa, l'edifici va ser anomenat "Casa dels Reis" (Dom pod Królami).
L'edifici va ser destruït pels alemanys durant la Segona Guerra Mundial. Després de la guerra, va ser reconstruït sota la República Popular de Polònia.
La Biblioteca Nacional polonesa d'avui (Biblioteka Narodowa), fundada el 1928, es considera descendent de la Biblioteca Załuski.